# John Giæver
John Schjelderup Giæver, född 31 december 1901 i Tromsø, död 9 november 1970 i Oslo var en norsk fångstman, författare och polarforskare som bland annat ledde Maudheim-expeditionen i Antarktis åren 1949-1952.
Giæver var utbildad ekonom  med handelsgymnasieexamen 1920 och arbetade efter examen ett år som bokhållare i Tromsø varefter han övergick till journalism tills han 1929 blev fångstman på Nordöstgrönland. År 1935 anställdes han som sekreterare vid Norges Svalbard- og Ishavsundersøkelser, sedermera Norsk Polarinstitutt. Under kriget var han först sekreterare vid handelsdepartementet i London innan han enrollerade sig i norska flygvapnet "Little Norway" 1941 i Kanada. Hösten 1944 deltog han som förbindelseofficer med majors grad under den allierade invasionen i Finnmark. Efter kriget återvände han till administrativt arbete inom norsk polarverksamhet, vilket även innebar ledarskap för mindre polarforskningsuppdrag i Arktis. Ett undantag var åren 1949-52 då han var ledare för den norsk-brittisk-svenska expeditionen på Dronning Maud Land i Antarktis.
Giævers författarskap sträckte sig från 1923 med romanen Illgjerningsmann till 1969 med Lys og skygger i Sjøgata och handlar framför allt om jakthistorier och expeditioner i Arktis ofta i kåserande och underhållande stil.
Av utmärkelser med svensk anknytning kan nämnas Andréeplaketten, Maudheimmedaljen och Vasaorden, riddare av 1. klass (RVO1kl).

## Rererenser
1. ↑  Knutsen, Nils Magne (13). ”John Giæver” (på bokmål). Norsk biografisk leksikon. Foreningen Store norske leksikon (SNL). https://nbl.snl.no/John_Gi%C3%A6ver. Läst 6 april 2017.
2. ↑  ”Ekspedisjoner i Antarktis. 1949–52 Maudheim-expedisjonen (NBSX)” (på nynorska). Tromsø: Norsk Polarinstitutt. Arkiverad från originalet den 21 mars 2012. https://web.archive.org/web/20120321115545/http://www.polarhistorie.no/ekspedisjoner/Maudheim-ekspedisjonen. Läst 13 november 2016.
3. ↑  Giæver, John; Schytt, Valter (1952). Antarktiskboken. Med Norsel till Maudheim och Antarktis. Forum. sid. 379